# Абиоцен
Абиоцен (α (негација) βίος живот и κοινός заједно) синоним за станиште или биотоп. Једна од две значајне компоненте екосистема: биоценозе ("биоцен") и станиште ("абиоцен"). Укупни збир неживих компоненти неког окружења.